# Idiocerus formosus
Idiocerus formosus är en insektsart som beskrevs av Ball 1902. Idiocerus formosus ingår i släktet Idiocerus och familjen dvärgstritar. Inga underarter finns listade i Catalogue of Life.